# Majdica
Majdica je žensko osebno ime.

## Izvor imena
Ime Majdica je različica ženskega osebnega imena Majda 

## Pogostost imena
Po podatkih Statističnega urada Republike Slovenije je bilo na dan 31. decembra 2007 v Sloveniji število ženskih oseb z imenom Majdica: 38.

## Osebni praznik
Osebe z imenom Majdica  godujejo takrat kot osebe z imenom Majda.